# 武田正徳
武田 正德（たけだ まさのり、1950年（昭和25年）10月 - ）は、宮城県出身の陸上自衛官。最終階級は陸将。平和・安全保障研究所事務局長兼常務理事。埼玉県在住。

## 人物像
- 陸上自衛隊少年工科学校に陸上自衛隊生徒第12期生として入隊。卒業後、陸曹として勤務の傍ら、法政大学法学部通信教育課程で学び卒業後、幹部自衛官に任官した。2015年まで、陸上自衛隊生徒出身の将官のうち、唯一防衛大学校を経ずに陸将まで上り詰めた人物[1]である。2007年（平成19年）10月に実施された平成19年度自衛隊記念日中央観閲式では観閲部隊指揮官を務めた。軍事ジャーナリストの神浦元彰は生徒時代の同期。
- 生徒3学年時の1968年（昭和43年）7月、同期生13名が渡河訓練中に殉職する事件が発生した。慰霊碑が少年工科学校内に存在し、同期生として毎年献花に訪れている。

## 略歴
- 1966年（昭和41年）3月：入隊
- 1970年（昭和45年）3月：3等陸曹に任官
- 1974年（昭和49年）：法政大学法学部通信教育課程卒業
- 1975年（昭和50年）3月：3等陸尉任官（一般幹部候補生 第55期(U') ）
- 1985年（昭和60年）7月：3等陸佐（第6高射特科群326高射中隊長等）
- 1988年（昭和63年）7月：2等陸佐
- 1993年（平成05年）
  - 1月：1等陸佐に昇任
  - 8月1日：宮城地方連絡部募集課長
- 1995年（平成07年）3月23日：陸上幕僚監部教育訓練部教育課企画班長
- 1996年（平成08年）9月：陸上幕僚監部人事部厚生課給与室長
- 1998年（平成10年）7月1日：陸上幕僚監部人事部援護業務課長
- 2000年（平成12年）6月30日：第1高射特科団長に就任
- 2001年（平成13年）12月3日：陸将補に昇任
- 2002年（平成14年）3月22日：第22代少年工科学校長兼武山駐屯地司令に就任
- 2005年（平成17年）1月12日：陸上自衛隊高射学校長に就任
- 2007年（平成19年）3月28日：陸将に昇任、第30代第1師団長に就任
- 2008年（平成20年）8月1日：退官